# Amigurumi

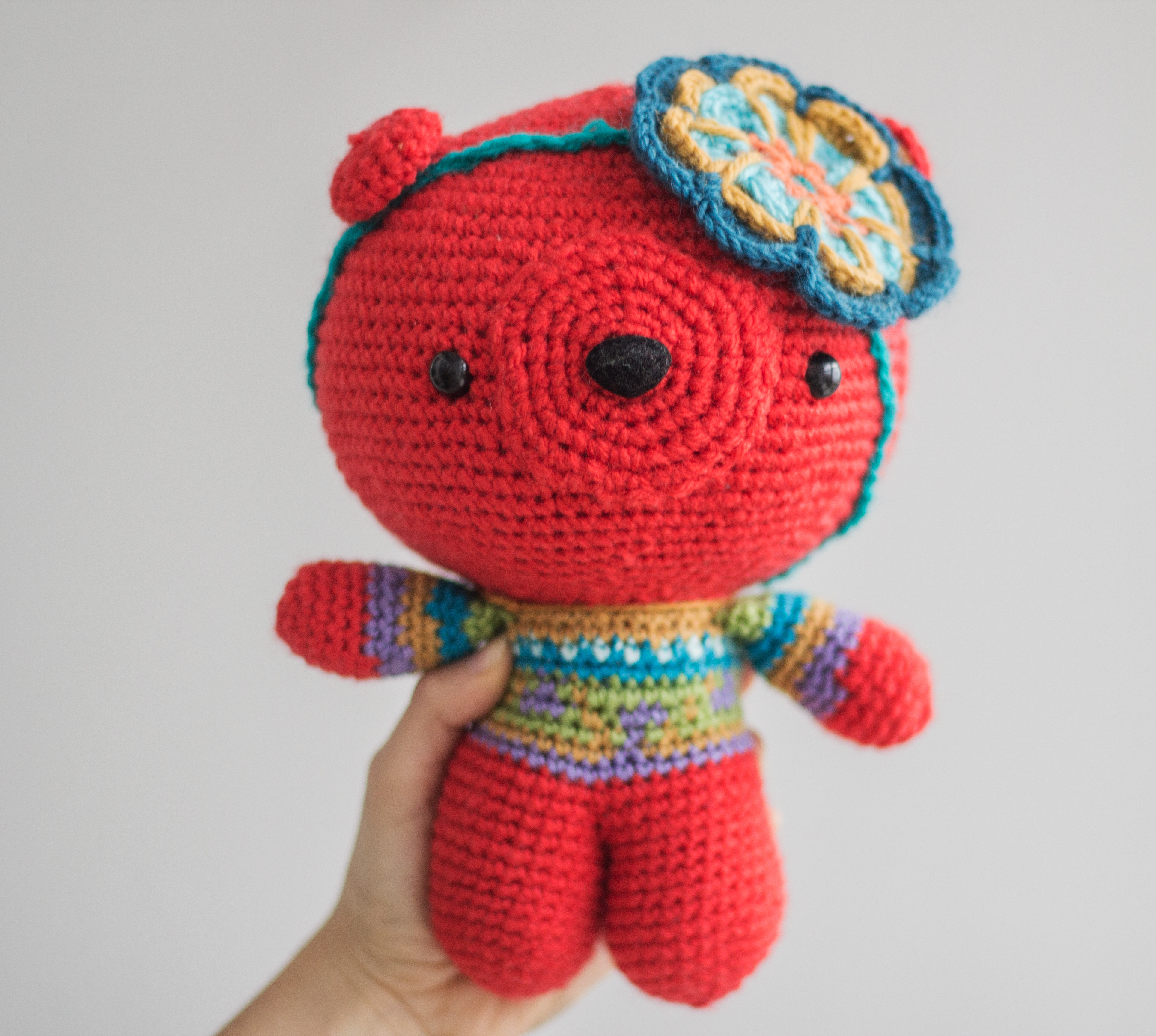
Amigurumi-björn.

Amigurumi (編み包み) är japanska för virkade eller stickade och stoppade leksaker. En amigurumi föreställer ofta djur, men kan även vara en mänsklig figur, en maträtt eller ett annat objekt. Den klassiska amigurumin har ett oproportionerligt stort huvud, stora runda ögon och liten kropp enligt det japanska idealet "kawaii", det vill säga så gulligt som möjligt. Det finns dock inga givna regler för hur en amigurumi skall se ut, utan den konstnärliga friheten är stor.
En amigurumi kan både vara virkad eller stickad, men den virkade varianten tycks vara vanligast. Figuren virkas i mestadels fasta maskor i en spiral där varven överlappar varandra. Ögon och detaljer kan vara gjorda i plast, glas, knappar, filttyg eller broderade. 
I Japan blev amigurumis populära under 1980-talet då de användes i ett utbildningsprogram för barn som fick lära sig att tillverka dem från återvunna leksaker. 